# Mama (Genesis-Lied)

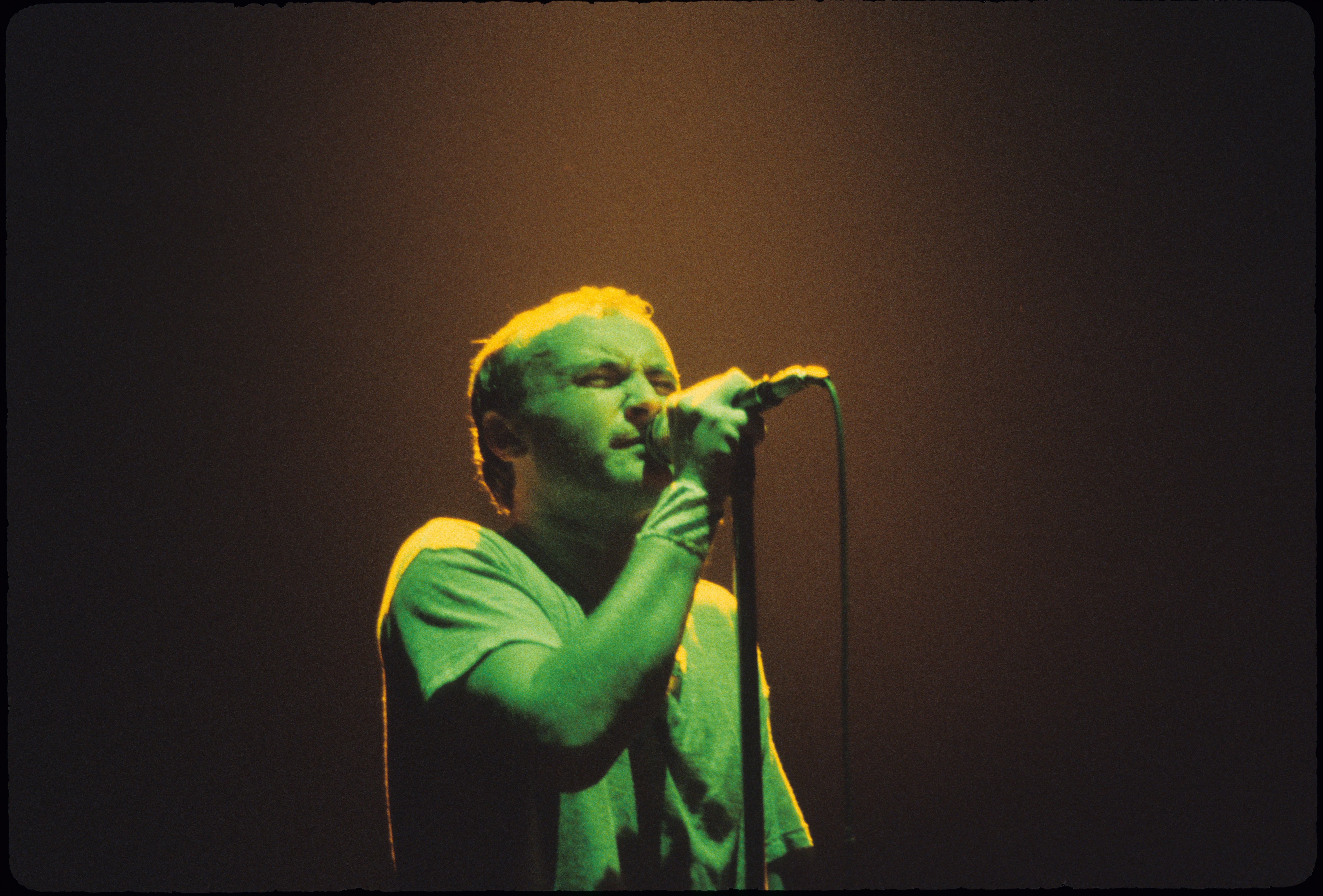
Phil Collins (1981)

Mama ist ein Lied der britischen Rockband Genesis, das 1983 als erste Single aus ihrem zwölften Album Genesis veröffentlicht wurde.

## Musik und Text
Das Lied hat eine Einleitung mit einer harten Drumcomputer-Sequenz, die von Mike Rutherford programmiert wurde. Sie geht in minimalistische Synthesizer-Linien in Moll über, bis der Gesang von Phil Collins einsetzt.
In dem Lied geht es um die Sehnsucht eines jungen Mannes nach einer Prostituierten. Auf der DVD The Genesis Songbook sagte die Band und der Produzent Hugh Padgham, dass die Inspiration für das diabolische Lachen von Collins vom Lied The Message des Rap-Pioniers Grandmaster Flash stammt.
Im Interview der Genesis Three into One Wavelength Radioshow von 1983 sagte Collins:

„Als unser Manager den Song zum ersten Mal hörte, dachte er, es ginge um Abtreibung, um das Gefühl des Fötus, wenn man so will, der zur Mutter sagt: "Bitte gib mir eine Chance, kannst du mein Herz nicht spüren, nimm mir nicht meine letzte Chance", all diese Texte kommen in dem Lied vor, aber eigentlich geht es nur um einen jungen Teenager, der eine Mutter-Fixierung auf eine Prostituierte hat, die er zufällig getroffen hat, und er hat so starke Gefühle für sie und versteht nicht, warum sie nicht an ihm interessiert ist. Es ist ein bisschen wie bei David Niven in [seinen Memoiren] The Moon's a Balloon, ich weiß nicht, ob Sie das Buch gelesen haben, er ist sehr jung, kommt gerade von der Kadettenschule oder so, und er trifft diese 45-jährige Prostituierte, mit der er eine fantastische Zeit hat. Er ist etwas Besonderes für sie, aber es kann definitiv nicht weiter gehen, als es ist, und das ist es, worum es in dem Song wirklich geht, mit unheimlichen Untertönen.“

## Musikvideo
Das Musikvideo zum Song spielt mit dem Text und zeigt Collins, wie er zu einer geheimnisvollen Frau singt, während Banks und Rutherford im Hintergrund spielen. Das Video ist in einem Sepiaton gedreht, bis nach der Hälfte des Videos Farbe eingeblendet wird.

## Besetzung
- Phil Collins – Gesang, Schlagzeug
- Tony Banks – Keyboards
- Mike Rutherford – E-Gitarre, Bassgitarre, Linn LM-1 Drumcomputer

## Rezeption

### Chartplatzierungen
Mama erreichte in Deutschland erstmals am 10. Oktober 1983 die Charts und belegte dabei Rang 22. Seine beste Chartnotierung gelang der Single am 7. November 1983 mit Platz vier. Am Ende des Jahres belegte das Lied Rang 74 der Single-Jahrescharts. 1992 schaffte es die Single, im Zuge einer Neuauflage, nach über acht Jahren erneut in die Charts. Insgesamt platzierte sich Mama acht Wochen in den Top 10 sowie 32 Wochen in den Charts. Mama wurde nach Follow You Follow Me zum zweiten Top-10-Hit in Deutschland und zur bis dato höchstplatzierten Single. 1991 platzierte sich nur No Son of Mine (Rang 3) besser in den Charts. Es ist der bis dato sechste Single-Charterfolg der Band.
In Österreich erreichte die Single Rang zehn und hielt sich einen halben Monat in den Top 10 sowie zweieinhalb Monate in den Charts. Die Band erreichte hiermit zum zweiten Mal nach Follow You Follow Me die österreichischen Charts, erstmals die Top 10. In der Schweiz erreichte Mama den zweiten Rang und musste sich lediglich Karma Chameleon von Culture Club geschlagen geben. Die Single platzierte sich zehn Wochen in den Top 10 und 15 Wochen in den Charts. 1983 belegte das Lied Rang 15 der Single-Jahrescharts. Hier ist es nach Follow You Follow Me der zweite Top-10- und Charterfolg der Band. Keine Single der Band konnte sich besser in der Schweiz platzieren. Im Vereinigten Königreich erreichte die Single am 17. September 1983 mit dem vierten Platz seine beste Platzierung. Insgesamt platzierte sich Mama vier Wochen in den Top 10 und zehn Wochen in den Top 100. Zu diesem Zeitpunkt ist es der fünfte Top-10-Hit der Band sowie der 13. Charthit. Wie in der Schweiz, konnte sich keine Single der Band besser in den Charts platzieren. Seinerzeit löste Mama seinen Vorgänger Follow You Follow Me (Rang 7) ab. In den US-amerikanischen Billboard Hot 100 erreichte das Lied in neun Chartwochen mit Rang 73 seine beste Platzierung.
Darüber hinaus erreichte Mama Top-10-Platzierungen in den Niederlanden oder auch Norwegen.
| ChartsChartplatzierungen       | Höchstplatzierung | Wochen |
| ------------------------------ | ----------------- | ------ |
| Deutschland (GfK)              | 4 (32 Wo.)        | 32     |
| Österreich (Ö3)                | 10 (10 Wo.)       | 10     |
| Schweiz (IFPI)                 | 2 (15 Wo.)        | 15     |
| Vereinigtes Königreich (OCC)   | 4 (10 Wo.)        | 10     |
| Vereinigte Staaten (Billboard) | 73 (9 Wo.)        | 9      |

| ChartsJahrescharts (1983)    | Platzierung |
| ---------------------------- | ----------- |
| Deutschland (GfK)            | 74          |
| Schweiz (IFPI)               | 15          |
| Vereinigtes Königreich (OCC) | 38          |

### Auszeichnungen für Musikverkäufe
| Land/Region                  | Auszeichnungen für Musikverkäufe (Land/Region, Auszeichnung, Verkäufe) | Verkäufe |
| ---------------------------- | ---------------------------------------------------------------------- | -------- |
| Vereinigtes Königreich (BPI) | Silber                                                                 | 250.000  |
| Insgesamt                    | 1× Silber ·                                                            | 250.000  |

Hauptartikel: Genesis (Band)/Auszeichnungen für Musikverkäufe